# Patricia Churchland

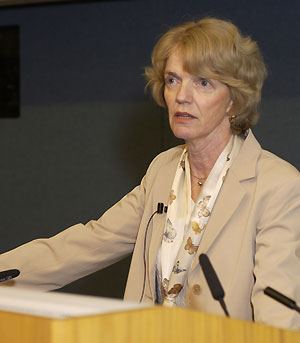
Patricia Churchland

Patricia Smith Churchland (Oliver, 6 juli 1943) is een Canadees-Amerikaans filosoof en professor aan de University of California, San Diego (UCSD), waar ze werkt sinds 1984. Ze is tevens adjunct-professor aan het  "Salk Institute for Biological Studies", en medewerker aan het "Computational Neuroscience Laboratory Lab" in het "Salk Institute". In 1991 is ze onderscheiden met de "MacArthur prize". Patricia Churchland is opgeleid aan de Universiteit van Brits Columbia, de Universiteit van Pittsburg en ze promoveerde aan de Universiteit van Oxford, waar ze studeerde aan Somerville College. Van 1969 tot 1984 heeft ze filosofie gedoceerd aan de Universiteit van Manitoba. Ze is de echtgenote van de filosoof Paul Churchland. 
Churchland heeft zich verdiept in het raakvlak tussen neurowetenschap en filosofie. Volgens haar beginnen filosofen zich in toenemende mate te realiseren, dat inzicht in de geest inzicht in de hersenen vereist. Ze wordt geassocieerd met het eliminativisme of eliminatief materialisme, dat stelt dat "volkspsychologie" concepten zoals geloof, vrije wil, en bewustzijn heroverwogen dienen te worden naarmate de wetenschap meer inzicht verwerft in de aard van hersenfuncties.   
Ze wordt ook wel gezien als een naturalist, daar ze vindt dat wetenschappelijk onderzoek het beste begrepen kan worden vanuit de natuur van de geest. Haar recente werk focust op neuro-ethiek, en de poging om inzicht te krijgen in keuze, verantwoordelijkheid en de basis van morele normen in termen van hersenfuncties, hersenevolutie en hersen-culturele interactie.    

## Publicaties
- 1986, Neurophilosophy: Toward a Unified Science of the Mind-Brain, Cambridge, Massachusetts: The MIT Press.
- 1992, The Computational Brain, met T. J. Sejnowski, Cambridge, Massachusetts: The MIT Press.
- 1992, Neurophilosophy and Alzheimer's Disease, redactie met Y. Christen, Berlin: Spinger-Verlag.
- 1996, The Mind-Brain Continuum, redactie met R. R. Llinas, The MIT Press.
- 1998, On the Contrary: Critical Essays 1987-1997, met Paul M. Churchland, Cambridge, Massachusetts: The MIT Press.
- 2002, Brain-Wise: Studies in Neurophilosophy, Cambridge, Massachusetts: The MIT Press.